# SAVAK
SAVAK (persisk: ساواک, forkortelse for سازمان اطلاعات و امنیت کشور Sazeman-i Ettelaat va Amniyat-i Keshvar, national organisation for efterretning og sikkerhed) var den nationale sikkerheds- og efterretningstjeneste i Iran fra 1957-1979.

## Historie
SAVAK blev grundlagt i 1957 med hjælp af CIA. Dens opgave var at beskytte shahen, Muhammed Reza Pahlavi, og kontrollere oppositionen, særlig politisk opposition. Dens første direktør var general Teymur Bakhtiar, som blev erstattet af general Hassan Pakravan i 1961 og senere myrdet på shahens ordre.[kilde mangler] Pakravan blev erstattet i 1965 af general Nematollah Nassiri, en som stod shahen nær, og tjenesten blev reorganiseret og øgede sin aktivitet i pagt med stigende islamsk og kommunistisk militant og politisk uro. SAVAK rapporterede direkte til statsministerens kontor og havde stærke bånd til militæret.

## Operationer
SAVAK havde næsten ubegrænset magt til at arrestere og holde i varetægt. Den drev sine egne varetægtscentre, således Evin-fængslet. Det er almindeligt formodet, at SAVAK rutinemæssigt udsatte personer i varetægt for fysisk tortur.[kilde mangler] Ud over indenrigssikkerhed bestod tjenestens opgaver i overvågning af iranere (særlig studenter på regeringsstipendier) i udlandet, især i USA, Frankrig og Storbritannien.[kilde mangler]
SAVAK-agenter udførte ofte operationer mod hinanden. Teymur Bakhtiar blev udsat for et attentat og dræbt af SAVAK-agenter i 1970[kilde mangler], og Mansur Rafizadeh, SAVAKs direktør i USA i 1970-ernet, rapporterede, at general Nassiris telefon var aflyttet.[kilde mangler] Hussein Fardust, en tidligere klassekamerat til shahen, var vicedirektør for SAVAK til han blev udnævnt til leder for Imperiel Inspektionstjeneste, også kendt som specialefteretningsbureauet, for at overvåge højt placerede regeringstjenestemænd, her under SAVAK-direktører.[kilde mangler]

## Efter revolutionen i 1979
Efter, at shahen havde forladt Iran i januar 1979, blev SAVAKs 15.000 mand store organisation[kilde mangler] udsat for gengældelsesaktioner, mange af de højerestående tjenestemænd blev henrettede, og organisationen blev nedlagt af ayatollah Ruhollah Khomeini, da han tog magten i februar.
SAVAK blev erstattet af den teologisk forklædte SAVAMA, Sazman-e Ettela'at va Amniat-e Melli-e Iran, senere omdøbt til Efterretningsdepartementet. Sidstnævnte blev også omtalt som VEVAK, Vezarat-e Ettela'at va Amniat-e Keshvar, selv om iranerne og den iranske presse aldrig brugte dette begreb og bruger dens officielle navn som et departement.

## SAVAK-direktører
- Teymur Bakhtiar (1957–1961)
- Hassan Pakravan (1961–1965)
- Nematollah Nassiri (1965–1978)
- Nasser Moghadam (1978–1979)